# معماری ۱۰۱
معماری ۱۰۱ (به کره‌ای: 건축학개론) محصول سینمایی کشور کره جنوبی در سال ۲۰۱۲ می‌باشد. از بازیگران درخشان آن می‌توان به اوم ته وونگ، هان گا این، لی جه هون و سوزی نام برد. این فیلم در مدت زمان ۱۱۸ دقیقه‌ای و در ژانر عاشقانه و ملودرام تهیه و تولید شده است. فیلم معماری ۱۰۱ توسط لی یونگ جو نویسندگی و کارگردانی شده است. باکس آفیس فیلم معماری ۱۰۱ در زمان اکران ۲۶.۷ میلیون دلار بوده است. این فیلم نامزد ۲۱ عنوان و برنده ۱۲ عنوان جایزه در جشنواره‌های مختلف کره‌ای شده است.

## خلاصه داستان
این فیلم داستان دو دانشجو را روایت می‌کند که در یک کلاس معماری مقدماتی همدیگر را ملاقات کرده و عاشق یکدیگر می‌شوند اما برخی سوء تفاهمات باعث می‌شود که آنها از هم جدا شوند. پانزده سال بعد، سئو یون به دنبال سونگ مین می‌گردد تا از او بخواهد که خانه‌اش را برای او از نو بسازد. حال سونگ مین (اوم ته وونگ) که یک معمار سی و پنج ساله است در دفتر کار خود زنی را ملاقات می‌کند که در ابتدا برای او ناشناس است، اما بزودی پی می‌برد که او یانگ سئو یون (هان گا این) همان دختری است که اولین تجربه عشقی‌اش را در دوران کالج با او داشته است...

## بازیگران

### اصلی
- اوم ته وونگ در نقش لی سونگ مین (در حال)
- هان گا این در نقش یانگ سئو یون (در حال)[۷][۸][۹][۱۰]
- لی جه هون در نقش  لی سونگ مین (در گذشته)[۱۱]
- به سوزی در نقش یانگ سئو یون (در گذشته)[۱۲][۱۳][۱۴][۱۵][۱۶]

### بازیگران فرعی
- یو یون سوک در نقش جائه یوک (سونبه سئو یون و رقیب سونگ مین)[۱۷]
- جو جونگ سوک در نقش ناپ تئوک (دوست صمیمی سونگ مین)
- گو جون هی در نقش ایون جائه (نامزد سونگ مین)
- کیم دونگ جو در نقش مادر سونگ مین
- لی سونگ هو در نقش پدر سئو یون
- کیم ایوی سونگ در نقش استاد کانگ
- پارک سو یونگ در نقش معمار کو
- پارک جین وو در نقش راننده تاکسی

## تولید
- کارگردان لی یونگ جو دارای مدرک لیسانس معماری از دانشگاه یانسه است و با معمار گو سونگ هو همکاری کرد تا جزئیات معماری را که در این فیلم به نمایش گذاشته شده و به آنها اشاره شده است، بطور دقیق نشان دهد.[۱۸] این فیلم در محله سئول جونگ نونگ و در جزیره ججو فیلمبرداری شد.[۴]
- این فیلم به عنوان فیلم اختتامیه در پانزدهمین جشنواره بین‌المللی فیلم شانگهای انتخاب شد.[۱۹][۲۰][۲۱][۲۲]
- در اواخر اوت ۲۰۱۲، تیفون بولاون، قدرتمندترین طوفان برای حمله به شبه جزیره کره در نزدیک به یک دهه، به خانه سئو یون که مخصوص فیلم ساخته شده بود، آسیب جدی زد.[۲۳] خانه دوباره بازسازی و نوسازی شد.[۲۴] این خانه با طراحی داخلی وو سونگ می (مدیر هنری فیلم) و معمار گو سونگ هو (مشاور اجرایی ساخت و ساز فیلم) طراحی و ساخته شد. در مارس ۲۰۱۳ به عنوان یک کافه به نام خانه کافه سئو یون افتتاح شد.[۲۵]

## موسیقی
این فیلم دوباره تب دهه ۱۹۹۰ را در بین کره‌ای‌ها رقم زد و مد، موسیقی و مشاهیر دوره را بار دیگر یادآور شد. آهنگ‌های دهه ۹۰، از جمله نمایش آهنگ‌های دو نفری "اتود آف مموری" نمونه‌ای از مشاهیر یاد شده است. شخصیت‌ها همچنین از پیجر، موس مو و دستگاه پخش سی دی قابل حمل استفاده می کنند. شخصیت اصلی حتی وسواس پیراهن‌های گس دارد که یاد آور زمانی است که پیراهن‌های گس تقلبی در دهه ۱۹۹۰ در بین کره‌ای‌ها رواج داشت. از سکانس‌های نوستالژی این فیلم که مخاطبین را به گذشته پیوند می‌دهد می‌توان به صحنه‌هایی اشاره کرد که شخصیت‌های فیلم در استفاده از کامپیوتر هارد یک گیگابایتی یا برای برقراری ارتباط با یکدیگر از طریق تلفن ثابت ابراز ترس می‌کنند.
تأثیر این فیلم بر بازار امروز احساس شد. در این نمایشگاه‌، آهنگ‌های دو نفری معروف به جان‌رام‌وی در کره، شاهد رشد ناگهانی فروش اولین آلبوم چندآهنگه خود بود که در سال ۱۹۹۳ منتشر شد، در ماه آوریل ۷۰ برابر در مقایسه با ماه قبل، با افزایش فروش های آهنگ‌های دو نفری، زیر آلبوم چندآهنگه‌ها نیز رو به افزایش رفت. یس‌۲۴ به طور موقت صفحه‌ای را در وب سایت رسمی خود ایجاد کرد که آلبوم چندآهنگه‌های مربوط به دهه ۱۹۹۰ را در کنار هنرمندان معاصری که به تقلید از احساسات دهه ۱۹۹۰ می‌پرداختند معرفی می‌کرد.

## پخش
- معماری ۱۰۱ در ۲۲ مارس ۲۰۱۲ در سینمای کره منتشر شد. متعاقباً در ۲۲ اکتبر ۲۰۱۲ در هنگ کنگ به بازار عرضه شد.[۲۷]

فیلم خانگی
- در ۱۹ سپتامبر ۲۰۱۲، یک دی‌وی‌دی نسخه محدود با دو دیسک منتشر شد که حاوی فیلمبرداری اضافی بود و توسط کارگردان لی یونگ جو ویرایش شده بود، توضیحات صوتی بازیگران اوم ته وونگ، لی جه هون و سوزی،[۲۸] مصاحبه و تریلرها، کتابی که حاوی عکس و تصاویر تولیدی از مجموعه بود.[۲۹]
- در بین سکانس‌های حذف شده، فلش بک پیاده روی سونگ مین و ناپ تئوک در کنار هم حذف شد. سونگ مین بالغ، سئو یون مست را به اتاق هتل خود می‌برد و در حالی که یکدیگر را بوس می‌کنند فلش بکی از صحنه بوسه‌‌ی طولانی و عمیق بین لی جی هون و سوزی را نشان می‌دهد که به جای این صحنه، فیلمبرداری را با نمایش سقف به پایان می‌رسانند زیرا کارگردان احساس می‌کند که این سکانس متناسب با محتوای فیلم نیست.[۳۰]

## دریافت‌ها
- این فیلم به خوبی توجه بینندگان را به خود جلب کرد و با توجه به سبک محدود و شخصیت‌های خوب ترسیم شده، تمجیدات و انتقادات مهمی را به دست آورد.[۴]
- این فیلم به مدت سه هفته پس از انتشار، جایگاه شماره یک را در گیشه نگه داشت و تنها در هشت روز بیش از ۱ میلیون بیننده را به خود جذب کرد، در هفده روز ۲ میلیون نفر را پشت سر گذاشت و در ۱۸ آوریل به ۳ میلیون نفر رسید.[۳۱][۳۲][۳۳][۳۴][۳۵] فیلمبرداران مرد دلیل استواری فروش فیلم هستند به عبارت دیگر مسیری غیرمعمول برای موفقیت در یک درام عاشقانه هستند.[۳۶] منتقدین گفتند كه معماری ۱۰۱ به ویژه با دلتنگی‌هایی كه مردان برای اولین عشق خود احساس می‌كنند، طنین انداز است.[۳۷]
- این یکی از ده فیلم تماشایی کره در سه ماهه اول سال ۲۰۱۲ بود (شماره ۴ با ۳.۴ میلیون بلیط فروخته شده).[۳۸][۳۹] ۹ هفته پس از اکران در تئاتر‌، به بیش از ۴.۱ میلیون پذیرش رسید که در گیشه یک رکورد جدید برای ملودرام‌های کره‌ای بود.[۴][۴۰][۴۱]

## جوایز و نامزدها
| سال  | مراسم                                                 | عنوان جایزه                      | گیرنده      | نتیجه    | منبع   |
| ---- | ----------------------------------------------------- | -------------------------------- | ----------- | -------- | ------ |
| ۲۰۱۲ | چهل و هشتمین مراسم اهدای جوایز هنری بکسانگ            | جایزه بهترین بازیگر مرد تازه‌‌‌کار  | لی جه هون   | نامزدشده | [ ۴۲ ] |
| ۲۰۱۲ | چهل و هشتمین مراسم اهدای جوایز هنری بکسانگ            | جایزه بهترین بازیگر زن تازه‌‌‌کار   | سوزی        | برنده    | [ ۴۳ ] |
| ۲۰۱۲ | ششمین مراسم اهدای جوایز برگزیده ۲۰ ام‌نت               | جایزه ۲۰ ستاره مرد فیلم          | لی جه هون   | برنده    | [ ۴۴ ] |
| ۲۰۱۲ | ششمین مراسم اهدای جوایز برگزیده ۲۰ ام‌نت               | جایزه ۲۰ ستاره زن فیلم           | سوزی        | برنده    | [ ۴۴ ] |
| ۲۰۱۲ | ششمین مراسم اهدای جوایز برگزیده ۲۰ ام‌نت               | جایزه ۲۰ بازیگر مرد پرترقی       | جو جونگ سوک | برنده    | [ ۴۴ ] |
| ۲۰۱۲ | پنجمین مراسم اهدای جوایز استایل آیکن                  | جایزه فانتزی عشق اول             | سوزی        | برنده    |        |
| ۲۰۱۲ | شانزدهمین جشنواره بین‌المللی فیلم‌های فوق‌العاده بوچئون  | جایزه فانتزی                     | لی جه هون   | برنده    |        |
| ۲۰۱۲ | بیست و یکمین مراسم اهدای جوایز فیلم بیول              | جایزه بهترین فیلم                | معماری ۱۰۱  | نامزدشده | [ ۴۵ ] |
| ۲۰۱۲ | بیست و یکمین مراسم اهدای جوایز فیلم بیول              | بهترین بازیگر نقش مکمل مرد       | جو جونگ سوک | نامزدشده | [ ۴۵ ] |
| ۲۰۱۲ | بیست و یکمین مراسم اهدای جوایز فیلم بیول              | جایزه بهترین کارگردان تازه‌کار    | لی یونگ جو  | نامزدشده | [ ۴۵ ] |
| ۲۰۱۲ | بیست و یکمین مراسم اهدای جوایز فیلم بیول              | جایزه بهترین بازیگر مرد تازه‌‌‌کار  | جو جونگ سوک | نامزدشده | [ ۴۵ ] |
| ۲۰۱۲ | بیست و یکمین مراسم اهدای جوایز فیلم بیول              | جایزه بهترین بازیگر زن تازه‌‌‌کار   | سوزی        | نامزدشده | [ ۴۵ ] |
| ۲۰۱۲ | بیست و یکمین مراسم اهدای جوایز فیلم بیول              | جایزه بهترین فیلمنامه            | لی یونگ جو  | برنده    | [ ۴۵ ] |
| ۲۰۱۲ | بیست و یکمین مراسم اهدای جوایز فیلم بیول              | جایزه بهترین فیلمبرداری          | جو سانگ یون | نامزدشده | [ ۴۵ ] |
| ۲۰۱۲ | بیست و یکمین مراسم اهدای جوایز فیلم بیول              | جایزه بهترین موسیقی              | لی جی سو    | نامزدشده | [ ۴۵ ] |
| ۲۰۱۲ | چهل و نهمین مراسم اهدای جایزه ناقوس بزرگ              | جایزه بهترین کارگردان            | لی یونگ جو  | نامزدشده |        |
| ۲۰۱۲ | چهل و نهمین مراسم اهدای جایزه ناقوس بزرگ              | جایزه بهترین بازیگر نقش مکمل مرد | جو جونگ سوک | نامزدشده |        |
| ۲۰۱۲ | چهل و نهمین مراسم اهدای جایزه ناقوس بزرگ              | جایزه بهترین بازیگر مرد تازه‌‌‌کار  | جو جونگ سوک | نامزدشده |        |
| ۲۰۱۲ | چهل و نهمین مراسم اهدای جایزه ناقوس بزرگ              | جایزه بهترین بازیگر زن تازه‌‌‌کار   | سوزی        | نامزدشده |        |
| ۲۰۱۲ | چهل و نهمین مراسم اهدای جایزه ناقوس بزرگ              | جایزه محبوبیت                    | سوزی        | نامزدشده |        |
| ۲۰۱۲ | سی و دومین جشنواره اهدای جوایز انجمن منتقدین فیلم کره | جایزه بهترین موسیقی              | لی جی سو    | برنده    | [ ۴۶ ] |
| ۲۰۱۲ | سی و سومین جشنواره اهدای جوایز فیلم اژدهای آبی        | جایزه بهترین بازیگر مرد تازه‌‌‌کار  | جو جونگ سوک | برنده    | [ ۴۷ ] |
| ۲۰۱۲ | سی و سومین جشنواره اهدای جوایز فیلم اژدهای آبی        | جایزه بهترین بازیگر زن تازه‌‌‌کار   | سوزی        | نامزدشده | [ ۴۸ ] |
| ۲۰۱۲ | سی و سومین جشنواره اهدای جوایز فیلم اژدهای آبی        | جایزه بهترین فیلمبرداری          | لی یونگ جو  | نامزدشده | [ ۴۸ ] |
| ۲۰۱۲ | سی و سومین جشنواره اهدای جوایز فیلم اژدهای آبی        | جایزه بهترین فیلمبرداری          | جو سانگ یون | نامزدشده | [ ۴۸ ] |
| ۲۰۱۲ | سی و سومین جشنواره اهدای جوایز فیلم اژدهای آبی        | جایزه بهترین جهت هنری            | وو سانگ می  | نامزدشده | [ ۴۸ ] |
| ۲۰۱۲ | سی و سومین جشنواره اهدای جوایز فیلم اژدهای آبی        | جایزه بهترین نورپردازی           | پارک سمون   | نامزدشده | [ ۴۸ ] |
| ۲۰۱۲ | سی و سومین جشنواره اهدای جوایز فیلم اژدهای آبی        | جایزه بهترین موسیقی              | لی جی سو    | نامزدشده | [ ۴۸ ] |
| ۲۰۱۲ | سی و سومین جشنواره اهدای جوایز فیلم اژدهای آبی        | جایزه محبوبیت                    | سوزی        | برنده    | [ ۴۷ ] |
| ۲۰۱۲ | بیستمین جوایز فرهنگ و سرگرمی کره‌ای                    | جایزه بهترین بازیگر مرد تازه‌‌‌کار  | جو جونگ سوک | برنده    | [ ۴۹ ] |
| ۲۰۱۳ | چهارمین مراسم اهدای جوایز فیلم کی‌او‌اف‌آر‌ای             | جایزه بهترین بازیگر مرد تازه‌‌‌کار  | جو جونگ سوک | برنده    | [ ۵۰ ] |